# 15 avril
Pour les articles homonymes, voir Quinze-Avril.
15 mars 15 mai
Chronologies thématiques
- Croisades
- Ferroviaires
- Sports
- Disney
- Anarchisme
- Catholicisme

Abréviations / Voir aussi
- (° 1852) = né en 1852
- († 1885) = mort en 1885
- a.s. = calendrier julien
- n.s. = calendrier grégorien
- Calendrier
- Calendrier perpétuel
- Liste de calendriers
- Naissances du jour

Le 15 avril est le 105e jour, moins souvent le 106e, de l'année du calendrier grégorien ; il en reste ensuite 260.
Son équivalent était généralement le 26e jour du mois de germinal dans le calendrier républicain ou révolutionnaire français, officiellement dénommé jour du lilas.

## Événements

### VIIIesiècle
- 759 : le Concile de Rome réuni par le pape Étienne III condamne le Concile de Hiéreia et jette l'anathème sur sa loi d'iconoclasme.

### XIIesiècle
- 1191 : Henri VI est couronné Empereur romain germanique.

### XIIIesiècle
- 1277 : début de la bataille d'Elbistan.

### XVesiècle
- 1450 : bataille de Formigny.

### XVIesiècle
- 1589 : Martin Ruzé de Beaulieu installe Philippe Duplessis-Mornay dans la charge de gouverneur de Saumur au nom de Henri III.

### XVIIesiècle
- 1632 : l'armée suédoise de Gustave-Adolphe bat les troupes du Saint-Empire romain germanique à la bataille de Rain am Lech.

### XVIIIesiècle
- 1736 : proclamation du royaume de Corse.
- 1793 : bataille de Saint-Gervais, lors de la guerre de Vendée.

### XIXesiècle
- 1834 : fin de la deuxième révolte des Canuts.
- 1847 : bataille de Tourane, deux navires de guerre français envoient par le fond la flotte du royaume du Vietnam.
- 1865 : assassinat d'Abraham Lincoln, Andrew Johnson lui succède au poste de président des États-Unis.
- 1900 : ouverture au public de l'Exposition universelle de 1900.

### XXesiècle

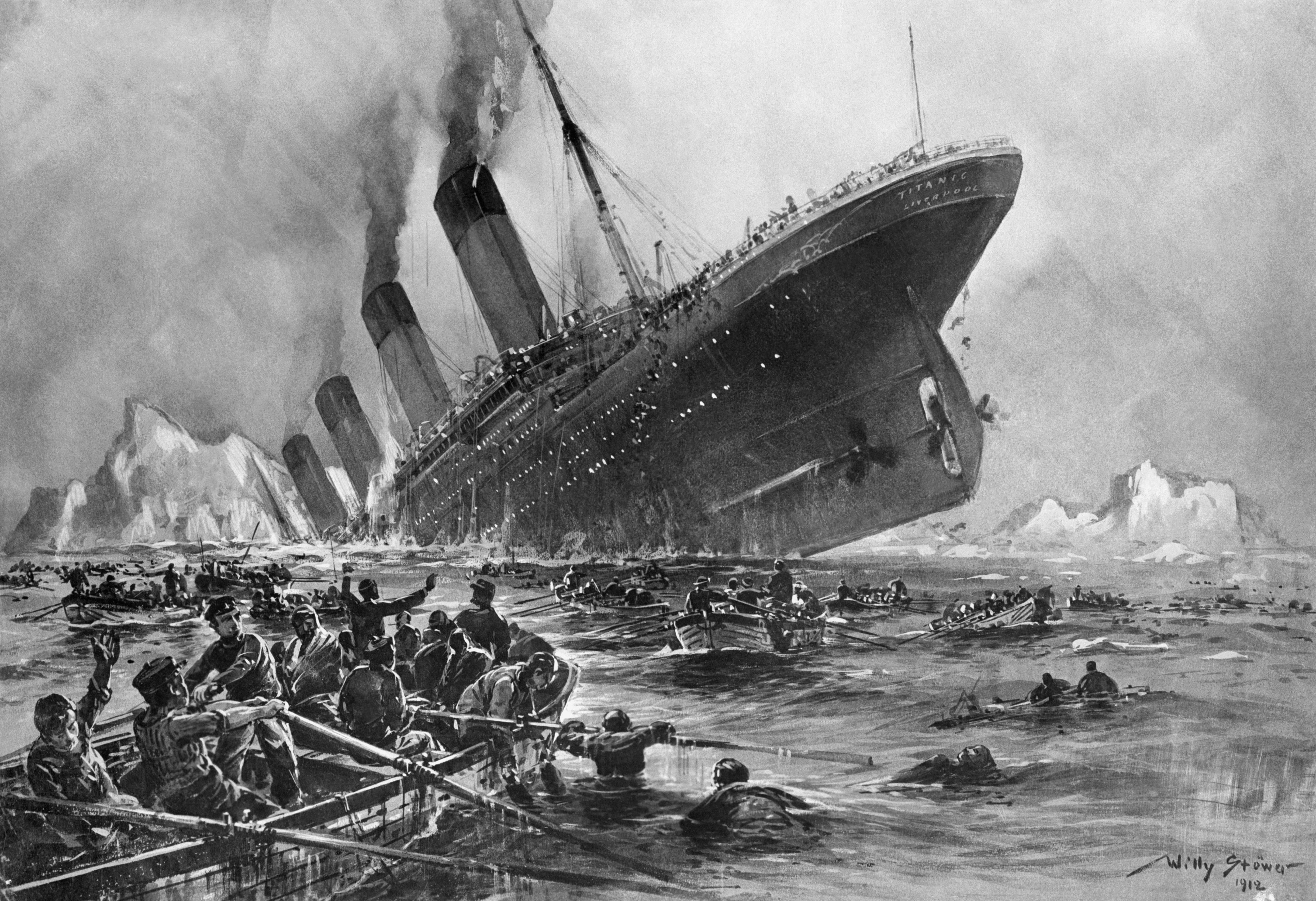
Dessin par Willy Stöwer du naufrage du Titanic en 1912

- 1912 : naufrage du Titanic amorcé dans la nuit du 14 avril.
- 1920 : dernier des deux braquages meurtriers alors attribués à Sacco et Vanzetti mais probablement réalisé par Celestino Madeiros.
- 1935 : signature du Pacte Roerich.
- 1944 : un commando FTPF, Armée secrète et Corps Franc Pommiès, sabote l'usine Hispano Suiza de Soues.
- 1945 : les troupes britanniques libèrent le camp de concentration nazi de Bergen-Belsen.
- 1952 :
  - Víctor Paz Estenssoro est élu président de la République en Bolivie.
  - premier vol du bombardier Boeing B-52 Stratofortress aux États-Unis.
- 1969 : un EC-121 américain est abattu par deux MiG-21 nord-coréens.
- 1983 : ouverture du complexe Tokyo Disney Resort et du parc Tokyo Disneyland, au Japon.
- 1986 : bombardement de la Libye par les États-Unis à la suite d'un attentat dans une discothèque de Berlin-Ouest.
- 1989 :
  - 96 personnes périssent lors de la tragédie de Hillsborough, écrasées ou étouffées contre les grilles du stade Hillsborough à Sheffield (Royaume-Uni), lors de la demi-finale de la Coupe d'Angleterre de football opposant les équipes de Liverpool et de Nottingham Forest.
  - début des manifestations de la place Tian'anmen, à la suite du décès de Hu Yaobang, ancien secrétaire général du Parti communiste chinois.
- 1992 : la Constitution de la république socialiste du Viêt Nam est adoptée par la huitième Assemblée nationale vietnamienne.
- 1994 : signature des accords de Marrakech.
- 1999 : Abdelaziz Bouteflika est élu 7e président de l'Algérie indépendante.

### XXIesiècle
- 2013 : attentats à Boston durant son annuel marathon.
- 2014 :
  - la Cour suprême de l'Inde reconnaît l’existence d’un troisième sexe.
  - Bentiu est l'objet d’une bataille entre les rebelles de Riek Machar et le gouvernement sud-soudanais suivie d'un massacre lors de la guerre civile sud-soudanaise.
  - Un groupe de terroristes soupçonné d'appartenir à Boko Haram attaque une école à Chibok au Nigeria, entraînant la mort de deux membres des forces de sécurité et l'enlèvement de plus de 200 écolières.
  - 48 personnes décèdent et 15 autres se blessent gravement dans un accident de la route impliquant deux camions à 175 kilomètres au nord de Lomé au Togo.
- 2017 : la Jamaïcaine Violet Brown devient la nouvelle doyenne de l’humanité à 117 ans, elle mourra le 15 septembre.
- 2018 :
  - un référendum confie à la Cour internationale de justice du Guatemala la résolution de son différend frontalier avec le Belize.
  - Milo Đukanović est élu président du Monténégro dès le premier tour de son élection consacrée.
- 2020 : les élections législatives ont lieu afin de renouveler les 300 membres du parlement de l'Assemblée nationale de Corée du Sud. Le déroulement du scrutin sanitairement très encadré en raison de l'épidémie de Covid-19[1] est probablement autant suivi que les résultats[2].
- 2023 : au Soudan, début d'une tentative de coup d'État, orchestrée par les forces paramilitaires de Mohamed Hamdan Dogolo[3].

## Arts, culture et religion
- 1998 : sortie en France du film comique francophone "culte" "Le dîner de cons" de Francis Veber tiré de sa propre pièce de théâtre[4].
- 2019 : un violent incendie ravage la cathédrale Notre-Dame de Paris alors en travaux en France, détruisant son toit et sa charpente surnommée "la forêt" et faisant chuter sa fameuse flèche sous les cris horrifiés de témoins "spectateurs" bien qu'aucune victime ne soit à déplorer.

## Sciences et techniques
- 2014 : une éclipse lunaire totale est visible depuis l’océan Pacifique et l’Amérique.

## Économie et société
- 1896 : clôture des Jeux de la première olympiade remis au goût du jour en leur berceau grec antique par le Français Pierre de Coubertin.
- 1947 : Jackie Robinson devient le premier noir à jouer en Ligue majeure de baseball depuis l'interdiction posée à ce niveau depuis soixante ans par les propriétaires de clubs qui s'appuyaient sur les décisions de la Cour suprême des États-Unis, ouvrant ainsi la voie à la « Révolution des droits civiques ».
- 1970 : un glissement de terrain emportant deux bâtiments du sanatorium du Plateau d'Assy en Haute-Savoie (et actuelle région Auvergne-Rhône-Alpes en France) entraîne 71 morts vers 23 heures 30[5].
- 1993 : le Limoges CSP devient le premier club français de sport collectif à remporter le titre de Champion d'Europe face aux Trévisans à Athènes.
- 2016 : début de l'équipement des tunnels des routes nationales suisses pour la diffusion de la radio numérique terrestre[6].
- 2017 : un attentat contre un convoi de déplacés cause au moins 126 morts à Rachidine près d'Alep en Syrie.

## Naissances

### XVesiècle
- 1452 : Léonard de Vinci, peintre, architecte, sculpteur, ingénieur et théoricien italien († 2 mai 1519).
- Entre 1488 et 1491 : Sinan, architecte ottoman († 17 juillet 1588).

### XVIesiècle
- 1588 : Claude Saumaise, humaniste et philologue français († 3 septembre 1653).

### XVIIesiècle
- 1631 : Pierre de Bonzi, cardinal français, archevêque de Narbonne († 11 juillet 1703).
- 1677 : Elizabeth Wardlaw, poétesse écossaise.
- 1684 : Catherine Ire, impératrice de Russie († 17 mai 1727).

### XVIIIesiècle
- 1707 : Leonhard Euler, mathématicien et physicien suisse († 18 septembre 1783).
- 1772 : Étienne Geoffroy Saint-Hilaire, naturaliste français († 19 juin 1844).
- 1786 :
  - John Franklin, marin et explorateur britannique († 11 juin 1847).
  - Walerian Łukasiński, officier polonais († 27 janvier 1868).
- 1793 : Friedrich Georg Wilhelm von Struve, astronome germano-balte († 23 novembre 1864).
- 1794 : Pierre Flourens, médecin et biologiste français († 6 décembre 1867).
- 1797 : Adolphe Thiers, historien et homme politique français († 3 septembre 1877).
- 1800 : James Clark Ross, explorateur britannique († 3 avril 1862).

### XIXesiècle
- 1812 : Théodore Rousseau, peintre français († 22 décembre 1867).
- 1831 : Eugène Poubelle, préfet parisien († 16 juillet 1907).
- 1832 : Wilhelm Busch, dessinateur allemand († 9 janvier 1908).
- 1841 : Joseph E. Seagram (en), homme d’affaires et homme politique canadien († 18 août 1919).
- 1843 : Henry James, écrivain américain († 28 février 1916).
- 1858 : Émile Durkheim, sociologue français († 15 novembre 1917).
- 1869 : Concha Espina, écrivaine espagnole († 19 mai 1955).
- 1874 : Johannes Stark, physicien allemand, prix Nobel de physique en 1919 († 21 juin 1957).
- 1875 : James J. Jeffries, boxeur américain († 3 mars 1953).
- 1885 : Francesco Rismondo, soldat italien († 15 avril 1915).
- 1889 :
  - Thomas Hart Benton, muraliste américain († 19 janvier 1975).
  - Marthe Richard, prostituée, aviatrice, espionne et femme politique française († 9 février 1982).
- 1892 : Joseph-Charles Lefèbvre, cardinal français, archevêque de Bourges († 2 avril 1973).
- 1894 :
  - Nikita Khrouchtchev, homme politique soviétique († 11 septembre 1971).
  - Bessie Smith, chanteuse américaine, surnommée l'Impératrice du Blues († 26 septembre 1937).
- 1895 : Corrado Alvaro, écrivain, journaliste et poète italien († 11 juin 1956).
- 1900 : Wilhelm Wagenfeld, stylicien allemand († 28 mai 1990).

### XXesiècle
- 1901 : René Pleven, homme politique français († 13 janvier 1993).
- 1902 : Chicuelo (Manuel Jiménez Moreno dit), matador espagnol († 31 octobre 1967).
- 1905 : Marie de la Conception, carmélite espagnole, morte en odeur de sainteté, en cours de béatification († 7 février 1999).
- 1906 :
  - Denis Marion, écrivain belge francophone († 15 août 2000).
  - Penn Nouth, homme politique cambodgien († 18 mai 1985)
- 1907 :
  - Jean Fourastié, économiste français à l'origine attribuée de l'expression Trente Glorieuses († 25 juillet 1990).
  - Nikolaas Tinbergen, biologiste et ornithologue néerlandais, prix Nobel († 21 décembre 1988)
- 1908 :
  - eden ahbez (George Alexander Aberle dit), compositeur américain († 4 mars 1995).
  - Lita Grey, actrice américaine († 29 décembre 1995).
- 1910 : Eranuhi Aslamazyan, peintre arménienne († 4 février 1998).
- 1912 : Kim Il-sung, homme d’État nord-coréen, président de la république populaire démocratique de Corée de 1972 à 1994 († 8 juillet 1994).
- 1919 : Franjo Kuharić, cardinal croate, archevêque de Zagreb († 11 mars 2002).
- 1920 : Richard von Weizsäcker, homme politique allemand († 31 janvier 2015).
- 1921 : Jean d'Orgeix, acteur et cavalier français, médaillé olympique († 4 juillet 2006).
- 1922 :
  - Michael Ansara, acteur américain († 31 juillet 2013).
  - Mario Comensoli artiste peintre suisse († 2 juin 1993).
  - Jacques Normand, chanteur et animateur québécois de radio et de télévision († 8 juillet 1998).
- 1924 :
  - Neville Marriner, violoniste et chef d’orchestre britannique († 2 octobre 2016).
  - Maxwell Rosenlicht, mathématicien américain († 22 janvier 1999).
- 1928 : José Ignacio Tellechea Idígoras, historien, théologien et prêtre catholique jésuite espagnol d'origine basque († 8 mars 2008).
- 1929 :
  - Gérald Beaudoin, constitutionnaliste, professeur de droit et homme politique québécois († 10 septembre 2008).
  - Pierre Pinoncelli (Pierre Pinoncely dit), peintre et artiste comportemental français († 9 octobre 2021).
- 1930 :
  - Georges Descrières, acteur français († 19 octobre 2013).
  - Vigdís Finnbogadóttir, femme d'État islandaise, présidente de la république d'Islande de 1980 à 1996, première femme au monde élue au suffrage universel direct à la tête d'un État.
- 1931 :
  - Pierre Vaneck, acteur français († 31 janvier 2010).
  - Avtandil Koridze, lutteur géorgien, champion olympique et du monde († 11 avril 1966).
- 1933 :
  - Roy Clark, chanteur et acteur américain († 15 novembre 2018).
  - David Hamilton, photographe britannique († 25 novembre 2016).
  - Elizabeth Montgomery, actrice américaine († 18 mai 1995).
- 1935 :
  - Monique Chemillier-Gendreau, juriste et autrice française.
  - Anne Germain, chanteuse française, et doubleuse vocale pour le chant († 13 septembre 2016).
  - André Lejeune, auteur-compositeur, interprète et animateur québécois.
- 1936 :
  - Raymond Poulidor, cycliste français († 13 novembre 2019).
  - Pen Sovan, homme politique cambodgien († 29 octobre 2016).
- 1937 : Bob Luman, chanteur américain († 27 décembre 1978).
- 1938 :
  - Claudia Cardinale, actrice italienne.
  - Francis Hallé, biologiste, botaniste et dendrologue français.
- 1939 :
  - Robert Joudoux, historien et homme de lettres français († 21 juin 2016).
  - Marty Wilde, chanteur anglais.
- 1940 :
  - Jeffrey Archer, écrivain et homme politique britannique.
  - Willie Davis, joueur de baseball américain († 9 mars 2010).
  - Woodie Fryman, joueur de baseball américain († 4 février 2011).
  - Robert Lacroix, scientifique et enseignant universitaire québécois.
- 1942 :
  - Michel Dubost, évêque catholique français, évêque émérite d'Évry.
  - Kenneth Lay, homme d’affaires américain, P-DG d’Enron de 1986 à 2002 († 5 juillet 2006).
- 1943 :
  - Veronica Linklater, femme politique britannique († 15 décembre 2022).
  - Hugh Thompson, Jr., pilote d'hélicoptère américain († 6 janvier 2006).
- 1944 : Dave Edmunds, chanteur, guitariste et compositeur britannique.
- 1947 :
  - Lois Chiles, actrice américaine.
  - Woolly Wolstenholme, musicien britannique, fondateur du groupe BJH († 13 décembre 2010).
- 1948 :
  - Michael Kamen, compositeur et arrangeur américain († 18 novembre 2003).
  - Phillip John «Phil» Mogg, chanteur britannique.
- 1949 :
  - Alain Minc, sociologue français.
  - Pierre Déom, naturaliste et illustrateur français.
- 1950 :
  - Josiane Balasko, (Josiane Balašković dite), fantaisiste, actrice et réalisatrice française.
  - Jango Edwards, comédien américain installé en Europe.
  - Amy Wright, actrice américaine.
- 1951 :
  - Marsha S. Ivins, astronaute américaine.
  - John L. Phillips, astronaute américain.
- 1952 :
  - Isabelle de Botton, fantaisiste, comédienne et scénariste française.
  - Sam McMurray, acteur, producteur et doubleur américain.
  - Avital Ronell, philosophe et critique littéraire américaine.
- 1954 : Martine Azencot, actrice française.
- 1955 : Dodi Al-Fayed, producteur de cinéma égyptien, mort en même temps que lady Diana († 31 août 1997).
- 1956 : Gregory J. Harbaugh, astronaute américain.
- 1957 : Evelyn Ashford, ancienne athlète américaine, spécialiste du sprint.
- 1958 :
  - Patrick Adler, humoriste français.
  - Keith Acton, joueur de hockey sur glace canadien.
  - Francis Reddy, acteur et animateur québécois.
  - Benjamin Zephaniah, acteur, poète, écrivain et chanteur britannique.
  - Brigitte Gaudin, fleurettiste française, championne olympique.
- 1959 :
  - Kevin Lowe, joueur de hockey sur glace canadien.
  - Emma Thompson, actrice et scénariste britannique.
  - Thomas F. Wilson, acteur américain.
- 1960 :
  - Pierre Aubry, joueur de hockey sur glace québécois.
  - Philippe de Belgique, roi des Belges depuis 2013.
  - Susanne Bier, réalisatrice et scénariste danoise.
  - Gilles Bourdouleix, homme politique français, maire de Cholet depuis 1995.
  - Mikhaïl Kornienko, cosmonaute russe.
- 1961 : José Anigo, footballeur, entraîneur puis directeur sportif français.
- 1962 : Nawal El Moutawakil, athlète marocaine.
- 1963 : Philippe Lucas, nageur puis entraîneur de natation français.
- 1965 :
  - Robert Brouillette, acteur québécois.
  - Soichi Noguchi, spationaute japonais.
  - Linda Perry, musicienne, chanteuse, et productrice américaine.
  - Kevin Stevens, hockeyeur américain.
- 1966 :
  - Samantha Fox, chanteuse anglaise.
  - Andreï Olhovskiy, joueur de tennis russe.
- 1967 : Dara Torres, nageuse américaine, championne olympique.
- 1968 : Ed O'Brien, guitariste britannique du groupe Radiohead.
- 1969 :
  - Bruno Le Maire, diplomate et homme politique français, élu en Normandie, candidat à la primaire de la droite républicaine pour l'élection présidentielle de 2017, ministre de l'économie depuis lors.
  - Jimmy Waite, joueur de hockey sur glace québécois.
  - Aleksandr Lebziak, boxeur russe, champion olympique.
- 1970 : Flex Alexander, acteur américain.
- 1971 : Josia Thugwane, marathonien sud-africain, champion olympique.
- 1972 : Arturo Gatti, boxeur québécois († 11 juillet 2009).
- 1973 :
  - Frédéric Martin, humoriste français.
  - Robert Scheidt, navigateur brésilien, double champion olympique.
  - Jeroen Dubbeldam, cavalier néerlandais, champion olympique.
- 1974 :
  - Hélène Bourgeois Leclerc, actrice québécoise.
  - Timothy Thomas, joueur de hockey sur glace américain.
- 1975 :
  - Jérôme Lambert, écrivain français.
  - Natacha Polony, journaliste et essayiste française
- 1976 :
  - Monserrat Bustamante Chán, professeur et ingénieur équatorienne.
  - Michael Smith, basketteur américain.
  - Susan Ward, actrice américaine.
  - Steve Williams, rameur d'aviron britannique, double champion olympique.
- 1979 : Luke Evans, acteur américain.
- 1980 : Fränk Schleck, coureur cycliste luxembourgeois.
- 1982 : Seth Rogen, acteur, humoriste, producteur, scénariste et réalisateur canadien.
- 1983 :
  - Ilia Kovaltchouk, joueur de hockey sur glace russe.
  - Joachim Son-Forget, radiologue et homme politique français.
- 1984 :
  - Rodney Carney, joueur de basket-ball américain.
  - Daniel Paille, hockeyeur professionnel canadien.
- 1985 :
  - Aaron Laffey, lanceur de baseball américain.
  - Amy Reid, actrice américaine.
- 1988 :
  - Yann David, joueur de rugby français.
  - Steven Defour, footballeur belge.
  - Eliza Doolittle, chanteuse et compositrice britannique.
  - Nicolas de Jong, basketteur français.
  - Chris Tillman, lanceur de baseball américain.
- 1990 :
  - Julien Lyneel, volleyeur français.
  - Emma Watson, actrice britannique.
- 1991 :
  - Javier Fernández, patineur artistique espagnol.
  - Princesse Goubo, basketteuse française.
  - Ghostemane, (Eric Whitney dit), chanteur américain.
  - Ayu Sakurai, stars du porno japonais.
- 1992 :
  - DeAndre Daniels, basketteur américain.
  - Amy Diamond, chanteuse suédoise.
- 1993 :
  - Guillaume Babouin, boxeur et mannequin français.
  - Arnaud Imhoff, basketteur français.
- 1994 : Pierre Houin, rameur français.
- 1995 : Cody Christian, acteur américain.
- 1997 : Maisie Williams, actrice américaine.
- 1999 :
  - Mathilde Bourdieu, footballeuse française.
  - Denis Shapovalov, joueur de tennis canadien.

## Décès

### XIesiècle
- 1053 : Godwin de Wessex, comte de Wessex (° avant 1001 ?).

### XVesiècle
- 1446 : Filippo Brunelleschi, architecte italien (° 1377).

### XVIIesiècle
- 1641 : Domenico Zampieri dit Le Dominiquin, peintre baroque italien (° 21 octobre 1581).
- 1659 : Simon Dach, poète prussien (° 29 juillet 1605).
- 1690 : Abaffi Ier, prince de Transylvanie (° 3 novembre 1632).

### XVIIIesiècle
- 1704 : Johan Hudde, mathématicien hollandais (° 23 avril 1628).
- 1719 : Madame de Maintenon (Françoise d'Aubigné), seconde femme de Louis XIV (° 27 novembre 1635).
- 1754 : Jacopo Riccati, mathématicien italien (° 28 mai 1676).
- 1764 : Madame de Pompadour (Jeanne-Antoinette Poisson), maîtresse de Louis XV (° 29 décembre 1721).
- 1765 : Mikhaïl Lomonossov, historien et polymathe russe (° 19 novembre 1711).

### XIXesiècle
- 1804 : Jean-Charles Pichegru, général révolutionnaire français (° 16 février 1761).
- 1862 : Frederick William Hope, zoologiste britannique (° 3 janvier 1797).
- 1865 : Abraham Lincoln, 16e président des États-Unis (° 12 février 1809).
- 1886 :
  - Ferdinand Gagnon, journaliste américain (° 8 juin 1849).
  - David Khloudov, entrepreneur et bienfaiteur russe (° 1822).
  - Anthelme Roselli-Mollet, homme politique américain (° 12 février 1796).
- 1888 : Matthew Arnold, poète britannique (° 24 décembre 1822).
- 1889 : le père Damien (Damien de Veuster dit), missionnaire belge et saint catholique (° 3 janvier 1840).

### XXesiècle
- En 1912, plusieurs personnalités naufragées avec le paquebot Titanic dont :
  - Hudson Allison (ainsi que sa femme Bess et sa fille Lorraine), courtier de banque canadien, victime du naufrage du Titanic (° 9 décembre 1881).
  - Thomas Andrews, architecte britannique du Titanic, victime du naufrage du Titanic (° 7 février 1873).
  - John Jacob Astor IV, homme d'affaires américain, victime du naufrage du Titanic (° 13 juillet 1864).
  - Archibald Willingham Butt, militaire américain et conseiller du président William Taft, victime du naufrage du Titanic (° 26 septembre 1865).
  - Thomas Byles, prêtre britannique, victime du naufrage du Titanic (° 26 février 1870).
  - Jacques Heath Futrelle, écrivain américain, victime du naufrage du Titanic (° 9 avril 1875).
  - Benjamin Guggenheim, magnat du cuivre américain, victime du naufrage du Titanic (° 26 octobre 1865).
  - Henry Birkhardt Harris, producteur de théâtre américain, victime du naufrage du Titanic (° 1er décembre 1866).
  - Wallace Henry Hartley (ainsi que ses sept collègues d'orchestre), musicien britannique, chef d'orchestre du Titanic, victime du naufrage du Titanic (° 2 juin 1878).
  - Charles Melville Hays, magnat du chemin de fer américain, victime du naufrage du Titanic (° 16 mai 1856).
  - Francis David Millet, peintre et écrivain américain, victime du naufrage du Titanic (° 3 novembre 1846).
  - James Paul Moody, marin britannique, sixième officier du Titanic, victime du naufrage du Titanic (° 21 août 1887).
  - William McMaster Murdoch, marin britannique, premier officier du Titanic, victime du naufrage du Titanic (° 28 février 1873).
  - Edward John Smith, marin britannique, commandant du Titanic, victime du naufrage du Titanic (° 27 janvier 1850).
  - William Thomas Stead, journaliste et écrivain britannique, victime du naufrage du Titanic (° 5 juillet 1849).
  - Isidor Straus (ainsi que sa femme Ida), homme d'affaires et homme politique américain, victime du naufrage du Titanic (° 6 février 1845).
  - John Borland Thayer, magnat du chemin de fer américain, victime du naufrage du Titanic (° 21 avril 1862).
  - George Dunton Widener, magnat du chemin de fer américain, victime du naufrage du Titanic (° 16 juin 1861).
  - Henry Tingle Wilde, commandant en second du Titanic, victime du naufrage du Titanic (° 21 septembre 1872).
  - Charles Duane Williams, avocat américain en Suisse et fondateur de la Fédération internationale de tennis, victime du naufrage du Titanic (° 11 août 1860).
- 1927 : Gaston Leroux, écrivain français (° 6 mai 1868).
- 1938 : César Vallejo, poète péruvien (° 16 mars 1892).
- 1942 :
  - Georges Desdevises Du Dézert, écrivain français (° 21 mai 1854).
  - Robert Musil, romancier autrichien (° 6 novembre 1880).
- 1949 : Wallace Beery, acteur américain (° 1er avril 1885).
- 1967 : Totò (Antonio de Curtis Gagliardi Ducas Comneno di Bisanzio dit), acteur et chanteur italien (° 15 février 1898).
- 1969 : Victoire Eugénie de Battenberg, reine d'Espagne, épouse du roi Alphonse XIII, grand-mère du roi Juan Carlos Ier d'Espagne (° 24 octobre 1887).
- 1975 :
  - Richard Conte, acteur américain (° 24 mars 1910).
  - Charles Journet, cardinal et théologien suisse (° 26 janvier 1891).
- 1980 :
  - Raymond Bailey, acteur américain (° 6 mai 1904).
  - Jean-Paul Sartre, écrivain et philosophe français, ayant refusé le prix Nobel de littérature 1964 (° 21 juin 1905).
- 1986 : Jean Genet, dramaturge français (° 19 décembre 1910).
- 1989 :
  - Bernard-Marie Koltès, auteur et dramaturge français (° 9 avril 1948)
  - Charles Vanel, acteur et réalisateur français (° 21 août 1892).
  - Hu Yaobang, ancien secrétaire général du Parti communiste chinois (° 20 novembre 1915).
- 1990 : Greta Garbo, actrice suédoise (° 18 septembre 1905).
- 1992 : Roméo Pérusse, humoriste et acteur québécois (° 24 mars 1927).
- 1993 : Leslie Charteris, écrivain britannique (° 12 mai 1907).
- 1994 : Henri Guiter, linguiste français (° 14 juin 1909).
- 1996 : Donald Gallienne, homme politique canadien (° 29 juin 1916).
- 1997 :
  - Zdeněk Mlynář, professeur d'université, politologue, écrivain et homme politique tchèque (° 22 juin 1930).
  - Charles Edward Turner, botaniste américain (° 21 septembre 1945).
- 1998 :
  - Rose Maddox, chanteuse, compositrice et violoniste américaine (° 15 août 1925).
  - Pol Pot (Saloth Sar dit), homme d'État cambodgien, dictateur du Cambodge de 1976 à 1979 (° 19 mai 1928).
  - Rebecca Rothenberg, écrivaine américaine (° 16 mars 1948).
  - Shelley Smith, écrivaine et scénariste britannique (° 12 juillet 1912).
- 1999 : Bernard Père, journaliste de sport à la télévision (° vers 1940)[7].
- 2000 : Edward Gorey, illustrateur américain (° 22 février 1925).

### XXIesiècle
- 2001 :
  - Jean-Louis Depierris, poète français (° 28 décembre 1931).
  - Joey Ramone (Jeffrey Hyman dit), chanteur du groupe punk rock Ramones (° 19 mai 1951).
- 2002 :
  - Damon Knight, écrivain américain de science-fiction (° 19 septembre 1922).
  - Roger Schandalow, survivant de la Shoah évadé du convoi n° 62 pour le camp d'Auschwitz (° 24 mars 1915).
- 2004 : Gerhard Mair, footballeur autrichien (° 27 mai 1942).
- 2005 :
  - Art Cross, pilote automobile américain (° 24 janvier 1918).
  - John Fred, chanteur américain (° 8 mai 1941).
- 2007 :
  - Wladislaw Kowalski, footballeur français (° 13 septembre 1927).
  - Maria Antonietta Macciocchi, enseignante, femme politique, journaliste et écrivaine italienne (° 23 juillet 1922).
- 2008 : Sean Costello, chanteur de blues américain  (° 16 avril 1979).
- 2013 :
  - Jean-François Paillard, chef d’orchestre français (° 12 avril 1928).
  - Richard LeParmentier, acteur et scénariste américain (° 16 juillet 1946).
- 2017 :
  - Amílcar Henríquez, footballeur panaméen (° 2 août 1983).
  - Clifton James, acteur américain (° 29 mai 1920).
  - Emma Morano, supercentenaire italienne un temps doyenne de l'humanité, dernier être humain connu à mourir né avant 1900 (° 29 novembre 1899).
- 2018 :
  - Philip D'Antoni, producteur américain (° 19 septembre 1929).
  - R. Lee Ermey, acteur américain (° 24 mars 1944).
  - Michael Halliday, linguiste australo-britannique (° 13 avril 1925).
  - Vittorio Taviani, réalisateur et scénariste (° 20 septembre 1929).
  - Lysanne Thibodeau, réalisatrice et musicienne canadienne (° 12 novembre 1959).
- 2019 :
  - Warren Adler, écrivain et dramaturge américain (° 16 décembre 1927).
  - Owen Garriott, astronaute américain (° 22 novembre 1930).
  - Aleksandar Kostov, footballeur bulgare (° 2 mars 1938).
  - Charles-Henri de Choiseul Praslin, avocat français (° 5 mars 1944).
  - Quinzinho (Joaquim Alberto Silva dit), footballeur angolais (° 4 mars 1974).
  - Les Reed (Leslie David Reed dit), compositeur et acteur britannique (° 24 juillet 1935).
- 2020 :
  - Bernard Deconinck, cycliste sur piste français (° 26 avril 1936).
  - Brian Dennehy, acteur, producteur, réalisateur et scénariste américain de théâtre, cinéma et télévision (° 9 juillet 1938).
  - Rubem Fonseca, écrivain et scénariste brésilien (° 11 mai 1925).
  - Dámaso García, joueur de baseball dominicain (° 7 février 1955).
  - Lee Konitz, saxophoniste de jazz américain (° 13 octobre 1927).
  - Bruce Myers, acteur et metteur en scène britannique (° 12 avril 1942).
- 2021 : Marie-Élisabeth Cons-Boutboul, ancienne avocate (° 10 juin 1924).
- 2022 : Michael Bossy, Bilquis Edhi, Jean-Paul Fitoussi, Henry Plumb.

## Célébrations

### Internationale
- Journée mondiale de l'art.

### Nationales
- Corée du Nord : Festival Arirang/ 아리랑 축제, en coréen, commémorant la naissance ci-avant du président fondateur de la république populaire démocratique de Corée Kim Il-sung et de sa dynastie communiste.
- États-Unis :
  - Jackie Robinson Day / journée d'hommage à Jackie Robinson comme précédemment ;
  - tax day ou dernière journée pour payer ses impôts.

### Saints des Églises chrétiennes

#### Saints des Églises catholiques et orthodoxes
Référencés ci-après in fine, :
- Abbon de Metz († 580), 33e évêque de Metz.
- Abondius de Rome († 564), sacristain de l'antique basilique vaticane Saint-Pierre de Rome.
- Basilisse et Anastasie († 64), matrones romaines, disciples des apôtres Pierre et Paul.
- Crescent de Myre († IVe siècle), martyr à Myre.
- Hune d'Hunawihr († 600), Princesse devenue religieuse à Hunawihr.
- Maron le picénien (it) († Ier siècle), picénien, avec Eutyche et Victorin martyrs à Civitanova Marche.
- Maxime († 251) et Olympias, martyrs en Perse.
- Munde († 962), fondateur de monastère dans l'île d'Iona (Écosse).
- Ortaire de Landelles († 580), abbé en Normandie.
- Patern de Vannes († 511), 1er évêque de Vannes.
- Paterne d'Avranches († 565), 6e évêque d'Avranches.
- Ruadhan de Lorrha († 584), fondateur du monastère de Lorrha.
- Sevestre de Montbard († 625), 2e abbé de l'abbaye Saint-Jean-de-Réome.
- Théodore et Pausilype († 117), martyrs en Thrace.

#### Saint ou bienheureux des Églises catholiques
- César de Bus († 1607), fondateur des prêtres de la doctrine chrétienne [8],[10].

#### Saint orthodoxe
- Mstislav (Ier) († 1132) / Mstislav Théodore de Kiev, d'abord prince, aux dates éventuellement "juliennes" / orientales[9].

### Prénoms du jour
Bonne fête aux Paterne et ses variantes : Padern, Paer, Patern, Pedern, Pern (voir aussi les Patrice, Patrick et variantes des 17 mars).
Et aussi aux :
- Anastasie et ses variantes ou dérivés : Anastasia, Stacey, Stacy , Stecy et Stessy.
- Basilisse et ses variantes ou dérivés : Basilissa, Vassilissa, etc. (voir 2 ou même 1er janvier).
- César et ses variantes : Césare, Cesario ; et leurs formes féminines : Cesaria, Césaria, Césarie , Cesarina, Césarina et Césarine (les Jules sont quant à eux célébrés trois jours avant et 362 ou 363 après).
- Aux Juved, et Juvette une forme féminine.

## Traditions et superstitions

### Dictons
- « À la mi-Avi, le blé est à l'épi. »[12]
- « Quand de saint-Paterne vient la saison, la chaleur vient pour de bon. »[12]
- « Si le quinze avril tu as semé, tu auras blé dru et serré. »[13]

### Astrologie
- Signe du zodiaque : 26e jour du signe astrologique du Bélier.

## Toponymie
- Les noms de plusieurs voies, places, sites ou édifices de pays ou de régions francophones contiennent cette date, sous différentes graphies, en référence à des événements survenus à cette même date : voir Quinze-Avril .